# كرنب (جنس)

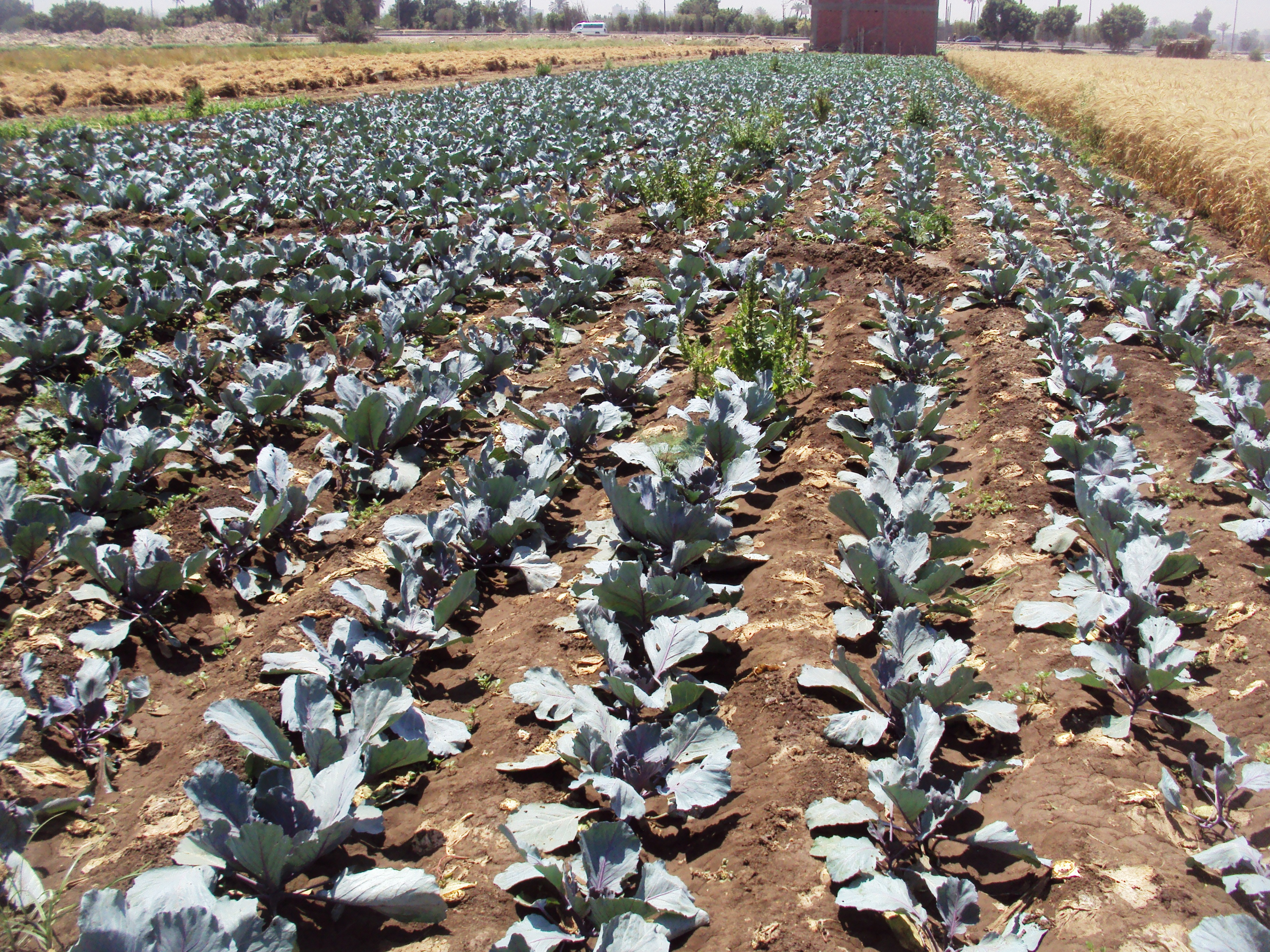
أحد حقول البراسيكا في مصر.

الكَرَنْب أو البِرَسِّكة أو البراسيكا أو الملفوف (باللاتينية: Brassica) جنس نباتي من الفصيلة الصليبية. يضم تسعة وثلاثين نوعا مقبولا واثنين وخمسين نوعا لم يحسم أمرها بعد.
أنواعه عشبية موطنها حوض البحر الأبيض المتوسط وأوروبا. هذا الجنس مهم جدًا حيث تتبعه أنواع ذات أهمية اقتصادية وغذائية فائقة؛ فهو غني بـفيتامين ج والألياف الذائبة كما أنه مصدر جيد لمضادات السرطان لكنه يفقد الكثير منها عند الغلي كما أنه مفيد للأشخاص الذين يعانون من زيادة إفرازات الغدة الدرقية.

## من أنواعهاالواطنةفي الوطن العربي
- الخردل الأسود (باللاتينية: Brassica nigra) في بلاد الشام ومصر وفرنسا وإسبانيا
- البراسيكا الآشورية (باللاتينية: Brassica assyriaca) في بلاد الشام
- براسيكا تورنفور أو الحرشاء (باللاتينية: Brassica tournefortii) في بلاد الشام ومصر والمغرب العربي وبعض مناطق حوض البحر الأبيض المتوسط
- البراسيكا الكريتية (باللاتينية: Brassica cretica) في بلاد الشام وتركيا واليونان
- البراسيكا المتحولة (باللاتينية: Brassica deflexa) في بلاد الشام والعراق والجزيرة العربية وتركيا

## من أنواعها الأخرى
- السلجم (باللاتينية: Brassica napus)
- البراسيكا الزيتية (باللاتينية: Brassica oleracea) ويتبعه الملفوف (باللاتينية: Brassica oleracea var. capitata) والكُرُنْب المسوَّق.
- الخردل (باللاتينية: Brassica rapa)
- البراسيكا الصينية (باللاتينية: Brassica chinensis)
- اللفت (باللاتينية: Brassica rapa var. rapa)
- اللفت السويدي (باللاتينية: Brassica napobrassica)